# Parafia św. Bartłomieja w Starym Bojanowie
Parafia Świętego Bartłomieja w Starym Bojanowie – parafia rzymskokatolicka, znajdująca się w archidiecezji poznańskiej, w dekanacie śmigielskim. 

## Historia
Pierwszy zapis o Parafii Świętego Bartłomieja w Starym Bojanowie pochodzi z 1278 i wspomina o pobieraniu dziesięciny przez kmieci plebanii swarzędzkiej z nadania biskupów. Pierwszy kościół wystawił rycerz Milan z Gostynia w XIV wieku. Jednowioskowa parafia z kościołem św. Bartłomieja powstała w roku 1389 z fundacji Pradlów. W roku 1615 budynek uległ zniszczeniu i dopiero w 1738 roku ówczesny dziedzic Starego Bojanowa, Karol Bojanowski, wyremontował budynek. Od XVI do XIX wieku istniała przy kościele szkoła katolicka. W drugiej połowie XIX wieku parafia dzięki staraniom miejscowego nauczyciela pozyskała proboszcza, którego była pozbawiona przez około 100 lat. W 1949 roku w celu zlikwidowania majątku poewangelickiego w Starym Bojanowie gmina przejęła na własność Kościół św. Teresy od Dzieciątka Jezus, ponieważ parafia rzymskokatolicka, która od 1945 roku administrowała świątynią nie wniosła podania o przyznanie jej kościoła na własność.